# بينغت روسيو
بير بينغت ماغنوس إينغمار روسيو (بالسويدية: Bengt Rösiö)‏ (مواليد 14 مايو 1927) دبلوماسي ومؤلف سويدي.

## السيرة
ولد روسيو في بلدة آمال بالسويد وهو ابن الطبيب البيطري بيرغر روسيو وجونيتا (سابقا هيدين). حصل على شهادة في القانون من جامعة أوبسالا في عام 1949 وأنجز الدراسة الجامعية في دبلن وفيينا ولاهاي وباريس من 1947 إلى 1950 قبل أن يصبح ملحقا في وزارة الخارجية في عام 1951. عمل روسيو في مفوضية في نيودلهي في عام 1953 وفي القنصلية العامة في بومباي في عام 1954 حيث كان المفوض التجاري من 1955 إلى 1958. ثم أصبح نائب القنصل في عام 1957. كان سكرتير السفارة في بكين من 1958 إلى 1959 ثم سكرتير في وزارة الخارجية السويدية من 1959 إلى 1961. تولى روسيو منصب سكرتير إدارة مساعدة الدول النامية في عام 1960.
ثم كان أول نائب قنصل في ليوبولدفيل من 1961 إلى 1962. ثم المدير الإداري لمؤسسة داغ همرشولد من 1962 إلى 1964. ثم سكرتير السفارة في واشنطن العاصمة من 1964 إلى 1965 ثم نائب الممثل المقيم للأمم المتحدة في الجزائر العاصمة في عام 1965 ثم مستشار السفارة في الخرطوم من 1966 إلى 1969. كان القنصل العام في هيوستن من 1969 إلى 1971 ثم نائب مدير في وزارة الخارجية من 1972 إلى 1973. كان روسيو السفير في جدة من 1974 إلى 1977 ثم سفيرا في إسلام آباد من 1977 إلى 1979 ثم سفيرا في براغ من 1979 إلى 1981 ثم سفيرا في كوالا لمبور (معتمد أيضا لدى يانغون) من 1981 إلى 1985. ثم كان القنصل العام في مونتريال من 1985 إلى 1990 عندما عين سفير إقليمي لوسط أفريقيا الناطقة بالفرنسية في وزارة الخارجية السويدية. استمر في المنصب حتى عام 1992.
في عام 1991 عقب ورود تقارير في الصحافة البريطانية حول طيار بلجيكي بأنه اعترف باسقاط طائرة داغ همرشولد في 18 سبتمبر 1961 (بينما كان روسيو يعمل كقنصل في ليوبولدفيل) حيث قررت الحكومة السويدية تشكيل لجنة تحقيق تتكون من رجل واحد وهو روسيو. أشار إلى عدد من الأسئلة في التقارير السابقة ولكنه استنتج أن سبب سقوط الطائرة كان نتيجة حادث. منذ تقديمه للتقرير في عام 1993 تم تعيينه الممثل الرسمي للسويد على ما حدث في ندولا. في وقت لاحق شكك روسيو لوسائل الإعلام في استنتاجاته الخاصة حول موت هامرشولد.

## الحياة الشخصية
في عام 1955 تزوج روسيو من جوان بينز (مواليد 1930). انفصلا في عام 1969 ثم تزوج من غوريل بارنيفيك ابنة عضو مجلس الإدارة المنتدب آلان بارنيفيك وباربرو (سابقا هيرمانسون).

## الفهرس
- نعم: لنقول نعم للحياة - وبحث القليل من الوقت ذهب (2012) (باللغة السويدية).
- جيوريللي 3: حزب صغير في الكتابة إلى زوجته المحبوبة (2011) (باللغة السويدية).
- رئيس رجل عجوز: باقة مشاركة نصوص مطيع (2010) (باللغة السويدية).
- هيرميلين بين القطط: ملصقة بحماس شديد ومتلون لا بأس به من ملاحظات وتقارير ومقالات ورسائل وغيرها من الحكة الكتابة داخل وخارج الخدمة 1947-2007 (2009) (باللغة السويدية).
- الحياة الدبلوماسية: الرياض إلى يانجون (2007) (باللغة السويدية) (الطبعة الجديدة).
- المر والحلو والحامض وسينت: مجموعة أخرى من النصوص (2006) (باللغة السويدية).
- العبد في الجنة: النصوص الجديدة على الدبلوماسية والقوة والناس العاديين (2003) (باللغة السويدية).
- الكونغو: ملاحظات حول داغ همرشولد (2001) (باللغة السويدية).
- النصوص على الدبلوماسية والنفاق وغيرها (2000) (باللغة السويدية).
- من الرياض إلى يانجون: مذكرات جميلة وسيئة من الحياة الدبلوماسية الغريبة قليلا (1998) (باللغة السويدية).
- ندولا: كتاب عن وفاة داغ همرشولد، الأمم المتحدة، أفريقيا والخيانة (1997) (باللغة السويدية).
- ندولا أو الكلب الذي لا ينبح (1995) (باللغة السويدية).
- المهنة: دبلوماسي (1988) (باللغة السويدية).
- العودة إلى أفريقيا (1993) (باللغة السويدية).
- باكس (1978) (باللغة السويدية).
- الجثة الحلوة أو الجثة الدبلوماسية (1974) (باللغة السويدية).
- ماليش: الرومانية (1970) (باللغة السويدية).
- دبلوماسي في البلدان النامية (1968) (باللغة السويدية).
- المدن البيضاء: كتاب عن الجزائر (باللغة السويدية).
- الوضع في فاديس والأنواع والبشرية: أين تحمل طريقك، يا أيها الناس؟ (1949) (باللغة اللاتينية).

## روابط خارجية
- بينغت روسيو على موقع قاعدة بيانات الأفلام السويدية (السويدية)